# مؤتمر القوميات لإيران فيدرالية
إن مؤتمر القوميات لإيران فيدرالية هو تحالف سياسي مكون من أحزاب سياسية وجماعات مناصرة، معظمها تحت الأرض أو المنفي، يناضل من أجل استبدال نظام الحكومة الإسلامية الحالي في إيران بحكومة علمانية ديمقراطية اتحادية. كما دعت إلى حظر الألغام الأرضية المضادة للأفراد في إيران. العديد من المجموعات الأعضاء هم من دعاة حقوق الأقليات وحق تقرير المصير للإيرانيين غير الفارسيين، بما في ذلك الأذريون والأكراد والعرب والتركمان والبلوش.
نشأت المنظمة من مؤتمر عقد في لندن في 20 فبراير 2005.

## المنظمات الأعضاء
- الجمعية الثقافية الأذربيجانية
- حركة بلوشستان الوطنية - إيران
- حزب الشعب بلوشستان
- جبهة بلوشستان المتحدة لإيران
- منظمة شعب الكرمانج (الأكراد في منطقة شمال خراسان)
- الحزب الديمقراطي الكردستاني الإيراني
- حزب التضامن الديمقراطي الأحوازي
- حزب كومالا الكردستاني الإيراني
- منظمة الدفاع عن حقوق التركمان
- حركة الصحوة الوطنية لأذربيجان الجنوبية
- الحركة الوطنية لتركمانستان الإيرانية
- البعثة الدبلوماسية الأذربيجانية
- حزب لورستان المتحدة وبختياري
- اللجنة الدبلوماسية لجنوب أذربيجان
- الحركة التركمانية الديمقراطية الوطنية
- حزب الحرية الكردستاني

## روابط خارجية
- مؤتمر الجنسيات لإيران الفيدرالية (بالفارسية)